# Pigeonnier troglodytique de Tourtenay
Le pigeonnier troglodytique de Tourtenay est un pigeonnier situé dans la commune française de Tourtenay dans les Deux-Sèvres.

## Histoire
Aucune source ne permet de dater la construction de ce pigeonnier troglodytique mais la tradition orale dit qu'il aurait été creusé à la pioche au VIIe siècle par des moines bénédictins,. 
Le pigeonnier et ses alentours sont un site classé depuis 1973.